# Natalie Merchant
Natalie Anne O'Shea Merchant (Jamestown, 26 de outubro de 1963) é cantora estadunidense, ex-integrante da banda de rock alternativo 10,000 Maniacs, com quem permaneceu de 1981 a 1993.

## Biografia

### Inicio de vida
Natalie Merchant nasceu em 26 de outubro de 1963, em Jamestown, Nova York, o terceiro dos quatro filhos de Anthony e Anne Merchant. Seu avô paterno, que tocava acordeão, bandolim e violão, emigrou da Sicília para os Estados Unidos; seu sobrenome era "Mercante" antes de ser anglicizado.
Quando Merchant era criança, sua mãe ouvia música (principalmente Petula Clark, mas também os Beatles, Al Green, Aretha Franklin) e encorajava seus filhos a estudar música, mas não permitia que se visse TV até Natalie completar 12 anos. "Eu ia muito para a sinfonia porque minha mãe amava a música clássica, mas eu fui arrastada para ver Styx quando tinha 12 anos. Nós tivemos que dirigir 100 milhas para Buffalo, Nova York. Alguém vomitou perto de mim e as pessoas estavam fumando maconha. Foi aterrorizante. Eu me lembro que Styx tinha um piano branco que subia do palco. Foi inspirador". "Ela [sua mãe] tinha melodias, tinha a trilha sonora do West Side Story e do South Pacific. E depois ... ela sempre gostou de música clássica e se casou com um músico de jazz, então esse é o tipo eu nunca tive amigos que sentaram ao redor e ouviram o som e disseram 'ei, escutem este', então eu nunca tinha ouvido falar de quem era Bob Dylan até os 18 anos." Merchant diz que não teve uma TV entre 1988 e 1989: "Eu cresci em uma casa onde ninguém assistia ao noticiário na televisão e ninguém lia jornal. Tenho descoberto essas coisas à medida que envelheço, e as notícias me afetaram mais do que nunca."
Merchant começou a trabalhar em uma loja de alimentos saudáveis aos 16. Ela considerou uma carreira em educação especial depois de participar de um programa de verão para crianças deficientes, mas em 1981 começou a cantar para uma banda, Still Life, que se tornou 10.000 Maniacs.

## Carreira

### 10,000 Maniacs

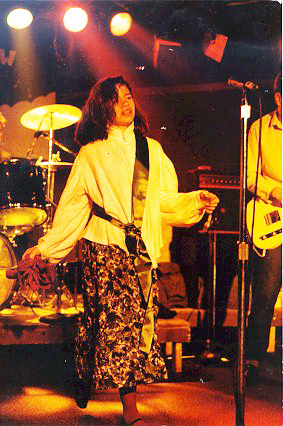
Natalie em 1984 com os 10,000 Maniacs

Merchant foi vocalista e principal compositora de 10.000 Maniacs, ingressando durante sua juventude em 1981, enquanto estudava no Jamestown Community College. O grupo gravou seu álbum Human Conflict Number Five, e gravou um videoclipe correspondente no Hotel Franklin e nos estúdios do Grupo W Westinghouse em Jamestown, Nova York, em 1982. Merchant fez as vozes principais e mais tarde tocou piano em sete álbuns de estúdios com 10.000 maniacs. Em 1987, atingiu grande sucesso com o Album "In my Tribe", dois anos consecutivos na lista da Billboard e mais de um milhão de cópias vendidas. A turnê foi junto com a banda R.E.M.. Natalie se tornou grande amiga do vocalista Michael Stipe, dividindo interesses em assuntos sociais e políticos (ambos são democratas declarados).
Embora a banda fosse como uma segunda família para Natalie, em 1992 os interesses dos membros foram se divergindo, culminando pela saída de Natalie da banda naquele mesmo ano, de forma amigável. Em 1993, após o sucesso do álbum "MTV Unplugged" em 1993, Natalie deixa definitivamente a banda para ter carreira solo. Sua última gravação com a banda, um cover de "Because the Night" de Bruce Springsteen e Patti Smith para o álbum MTV Unplugged, alcançou o 11º lugar na parada de singles, tornando-se a música mais bem posicionada da banda nos EUA.

### Tigerlily(1995)
Seu primeiro álbum é Tigerlily, de 1995. Os singles lançados nos Estados Unidos tiveram boa venda na lista da Billboard: "Carnival", "Jealousy" e "Wonder".
No Brasil, tais músicas foram veiculadas em rádios e na MTV.

### Ophelia(1998)
Em 1998, Merchant lança Ophelia, uma álbum menos pop que o predecessor, dedicado ao escritor Allen Gisberg. Junto com o álbum, um vídeo (VHS apenas). Preocupada com efeitos ambientais dos CDs, foi uma das precursoras em lançar o CD em embalagens de papelão.

### The House Carpenter's Daughter(2003)
Depois que seu contrato com a Elektra expirou em agosto de 2002, Merchant decidiu não assinar com eles novamente, ou qualquer outra grande gravadora. Seu próximo álbum de estúdio, The House Carpenter's Daughter, foi lançado em setembro de 2003 em sua própria gravadora, Myth America Records. Até hoje, este foi o único lançamento no Myth America.

### Leave Your Sleep(2010)
Em outubro de 2009, os sites da Nonesuch Records e Natalie Merchant anunciaram que ela havia assinado com a gravadora. Leave Your Sleep foi lançado em 13 de abril de 2010 e é uma compilação de cinco anos de inspiração de uma "conversa" com sua filha sobre os "primeiros 6 anos de sua vida". O álbum estreou no Billboard Top 200 número 17, Billboard Folk Álbuns número 1, Amazon.com número 1 e iTunes, número 3. O álbum foi co-produzido por Andres Levin.
Merchant contribuiu com um cover de "Learning the Game" de Buddy Holly para o álbum de tributo Listen to Me: Buddy Holly, lançado em 6 de setembro de 2011.

### Natalie Merchant(2014)
Em fevereiro de 2014, Merchant anunciou seu álbum homônimo. O álbum é composto por novos trabalhos. É sua primeira coleção de material original desde Motherland de 2001. Natalie Merchant foi lançado em 6 de maio de 2014, na Nonesuch Records e foi nomeado Álbum da Semana pelo The Daily Telegraph. O álbum estreou em #20 na Billboard's Top 200 e #2 na Billboard's Top Folk Álbuns para a semana de 24 de maio de 2014. Viajou de 3 de julho de 2014, dando início, em Kingston, Nova York, terminando no teatro Pabst em Milwaukee em 25 de julho de 2014.

### Paradise Is There: The New Tigerlily Recordings(2015)
Em 2015, Merchant lançou um álbum de novas gravações das músicas de seu álbum solo multi-platina. Aprimorou muitas das faixas com cordas e removeu outras. Ela diz: "A distância que essa música percorreu quando saiu de minhas mãos é humilhante, e sou tocada por quantas vidas ela tocou ao longo do caminho".

### Butterfly (2017)
Em 2017, Merchant lançou "Butterfly", uma coleção de novas músicas e versões orquestrais de músicas gravadas anteriormente.

## Vida pessoal
Merchant conheceu Michael Stipe, da banda R.E.M, em 1983. Os dois se tornaram grandes amigos e acabaram tendo um relacionamento amoroso. Os dois creditam uns ao outro como inspiração para algumas de suas composições. Em uma entrevista ao The Independent, Stipe disse que "Natalie foi realmente a razão pela qual meu trabalho se tornou politizado no final dos anos oitenta".
Em 2003, Merchant se casou com Daniel de la Calle e teve uma filha chamada Lucia. Em uma entrevista em 2012, ela indicou que estava divorciada.
Gosta de jardinagem e pintura. Algumas pinturas podem ser vistas em seu site.
É vegetariana desde 1980, exceto pela duração de sua gravidez quando ela recomeçou temporariamente a comer carne. Em 1997, ela disse:
A estética dos anos 1960 nunca me atraiu de verdade, o Deadhead tingido correndo descalço pela floresta no LSD. Eu não acho que é realmente eu. Mas sou vegetariana há 17 anos e me considero um ambientalista o máximo que posso, considerando o trabalho que tenho. Eu prefiro viver no campo e não na cidade - acho mais saudável e sustentável para mim.

## Ativismo
Em 1998, Merchant colaborou na produção do álbum de homenagem de Woody Guthrie, Mermaid Avenue, com Billy Bragg e Wilco, apresentando material inédito de Guthrie. Forneceu os vocais para a música "Birds and Ships", e mais tarde apareceu no segundo volume do álbum no ano 2000, Mermaid Avenue Vol. II, com os vocais da música "I Was Born".
Em 2012, Merchant, junto com o ator e escritor Mark Ruffalo, organizou um show para protestar contra a extração de petróleo e gás no estado de Nova York. Um documentário, escrito e dirigido por Jon Bowermaster, foi feito para o evento e intitulado Dear Governor Cuomo (Prezado Governador Cuomo). dirigiu um pequeno documentário intitulado Shelter: A Concert Film to Benefit Victims of Domestic Violence, que lançou luz sobre um grupo de mulheres que vivem na região de Hudson, no Estado de Nova York, respondendo à crise da violência doméstica em suas comunidades com compaixão e criatividade. Foi inspirado por um evento do One Billion Rising, uma campanha global pedindo o fim da violência contra as mulheres, realizada em 14 de fevereiro de 2013. Merchant apresentou uma exibição do filme na Old Dutch Church em Kingston, Nova York, no dia do um bilhão de aumento para a justiça.
Merchant, um crítico aberto do presidente Donald Trump, participou de um protesto contra Trump organizado por Mark Ruffalo e Michael Moore, realizado fora do Trump International Hotel e Tower em Nova York em 19 de janeiro de 2017. Merchant cantou seu single "Motherland". Ela concluiu o evento com um grupo cantando "This Land is Your Land" de Wood Guthrie. O evento foi coberto pela CNN e transmitido ao vivo.
Merchant é um membro da caridade canadense Artists Against Racism e trabalhou com eles no passado em campanhas de conscientização.

## Discografia

### Com 10,000 Maniacs
- Human Conflict Number Five (1982)
- Secrets of the I Ching (1983)
- The Wishing Chair (1985)
- In My Tribe (1987) - lançado no Brasil
- Blind Man's Zoo (1989) - lançado no Brasil
- Hope Chest: The Fredonia Recordings 1982-1983 (1990)
- Our Time in Eden (1992) - lançado no Brasil
- MTV Unplugged (1993) - lançado no Brasil
- Campfire Songs: The Popular, Obscure and Unknown Recordings (2004)

### Solo
- Tigerlily (1995)
- Ophelia (1998) - lançado no Brasil
- Tigerlily (Bonus CD) (1999)
- Live in Concert (1999) - lançado no Brasil
- Motherland (2001) - lançado no Brasil
- The House Carpenter's Daughter (2003)
- Retrospective: 1995-2005 (2005)
- Leave your Sleep (2010)
- Paradise Is There: The New Tigerlily Recordings (2015)